# Neognatas
Neognatas (Neognathae) são aves que possuem asas bem desenvolvidas e o osso esterno com quilha. Os estudos filogenéticos mais recentes dividem-nas em dois clados: Galloanserae e Neoaves.

## Taxonomia

### Classificação Tradicional de Clements
- Superordem Galloanserae
  - Ordem Anseriformes
  - Ordem Galliformes
  - Ordem Gastornithiformes (fóssil)
- Superordem Neoaves
  - Ordem Charadriiformes
  - Ordem Pteroclidiformes
  - Ordem Phoenicopteriformes
  - Ordem Podicipediformes
  - Ordem Gaviiformes
  - Ordem Procellariiformes
  - Ordem Sphenisciformes
  - Ordem Pelecaniformes
  - Ordem Ciconiiformes
  - Ordem Gruiformes
  - Ordem Falconiformes
  - Ordem Columbiformes
  - Ordem Strigiformes
  - Ordem Caprimulgiformes
  - Ordem Aegotheliformes
  - Ordem Apodiformes
  - Ordem Opisthocomiformes
  - Ordem Cuculiformes
  - Ordem Psittaciformes
  - Ordem Coliiformes
  - Ordem Trogoniformes
  - Ordem Coraciiformes
  - Ordem Piciformes
  - Ordem Passeriformes

### Classificação de Sibley-Monroe
- Clado Galloanserae
  - Ordem Anseriformes
  - Ordem Craciformes
  - Ordem Galliformes
- Clado Neoaves
  - Ordem Turniciformes
  - Ordem Piciformes
  - Ordem Galbuliformes
  - Ordem Bucerotiformes
  - Ordem Upupiformes
  - Ordem Trogoniformes
  - Ordem Coraciiformes
  - Ordem Coliiformes
  - Ordem Cuculiformes
  - Ordem Psittaciformes
  - Ordem Apodiformes
  - Ordem Trochiliformes
  - Ordem Musophagiformes
  - Ordem Strigiformes
  - Ordem Columbiformes
  - Ordem Gruiformes
  - Ordem Ciconiiformes
  - Ordem Passeriformes